# タカネツメクサ属
タカネツメクサ属（タカネツメクサぞく、学名：Minuartia、和名漢字表記：高嶺爪草属）はナデシコ科の属の一つ。

## 特徴
小型の多年草で、高山に多い。よく分枝し、茎は株状になる。葉は対生し、針形で茎の下部は葉が密生する。花は単生するか2出集散花序をなす。萼片は離生し、5個あり、花弁も5個で縁は全縁、色は白色ときに淡紅色。雄蘂は10個で子房の周辺につく。子房は1室で花柱は3個。果実は蒴果となり浅く3裂する。
世界の高山帯や亜寒帯に約120種知られ、日本には4種ある。

## 日本の種
- ホソバツメクサ Minuartia verna (L.) Hiern var. japonica H.Hara -北海道、本州中北部に分布し、高山の砂礫地に生育する。
- ミヤマツメクサ Minuartia macrocarpa (Pursh) Ostenf. var. jooi (Makino) H.Hara -本州中部地方に分布し、高山の岩礫地に生育する。
  - エゾミヤマツメクサ Minuartia macrocarpa (Pursh) Ostenf. var. yezoalpina H.Hara –大雪山に分布する。
- タカネツメクサ Minuartia arctica (Steven ex Ser.) Graebn. var. hondoensis Ohwi -本州中部地方と飯豊山に分布し、高山の砂礫地に生育する。
  - エゾタカネツメクサ Minuartia arctica (Steven ex Ser.) Graebn. var. arctica -タカネツメクサの基本種で、日本では北海道中部の山地に分布し、世界ではロシア極東、シベリアからヨーロッパにかけて分布する。
- ハイツメクサ Minuartia biflora (L.) Schinz et Thell. -日本では北アルプスに分布、世界では北半球の高山、寒地に分布する。

## ギャラリー
- タカネツメクサ
- ホソバツメクサ

## 分類
タカネツメクサ属 Minuartia は、蒴果が3裂するが、蒴果が6裂するノミノツヅリ属 Arenaria に含める場合もある。